# Ґядимінас Баравікас
Ґядимінас Баравікас (лит. Gediminas Baravykas; 12 квітня 1940, Пасваліс — 25 лютого 1995, Вільнюс) — литовський архітектор, автор проектів меморіальних ансамблів і значущих суспільних будівель у Вільнюсі, Каунасі та інших містах Литви.

## Біографія

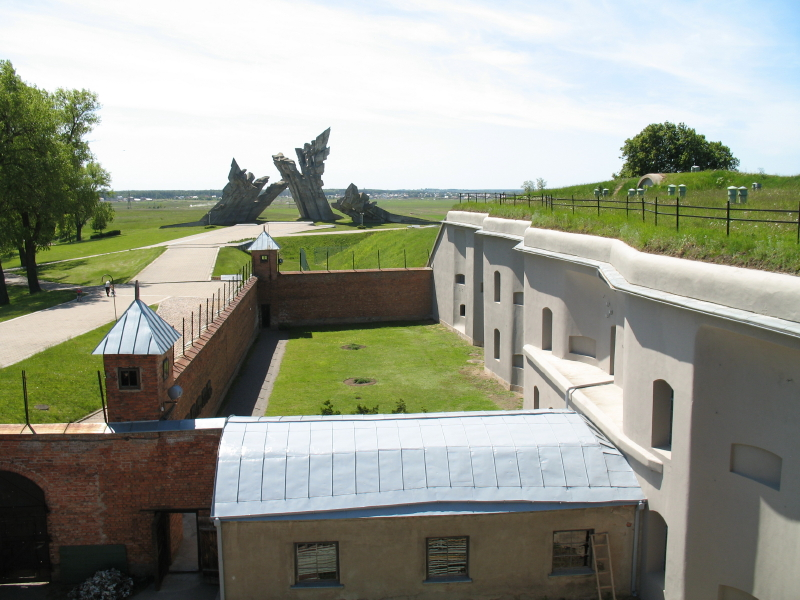
Меморіальний ансамбль IX форта (Каунас)

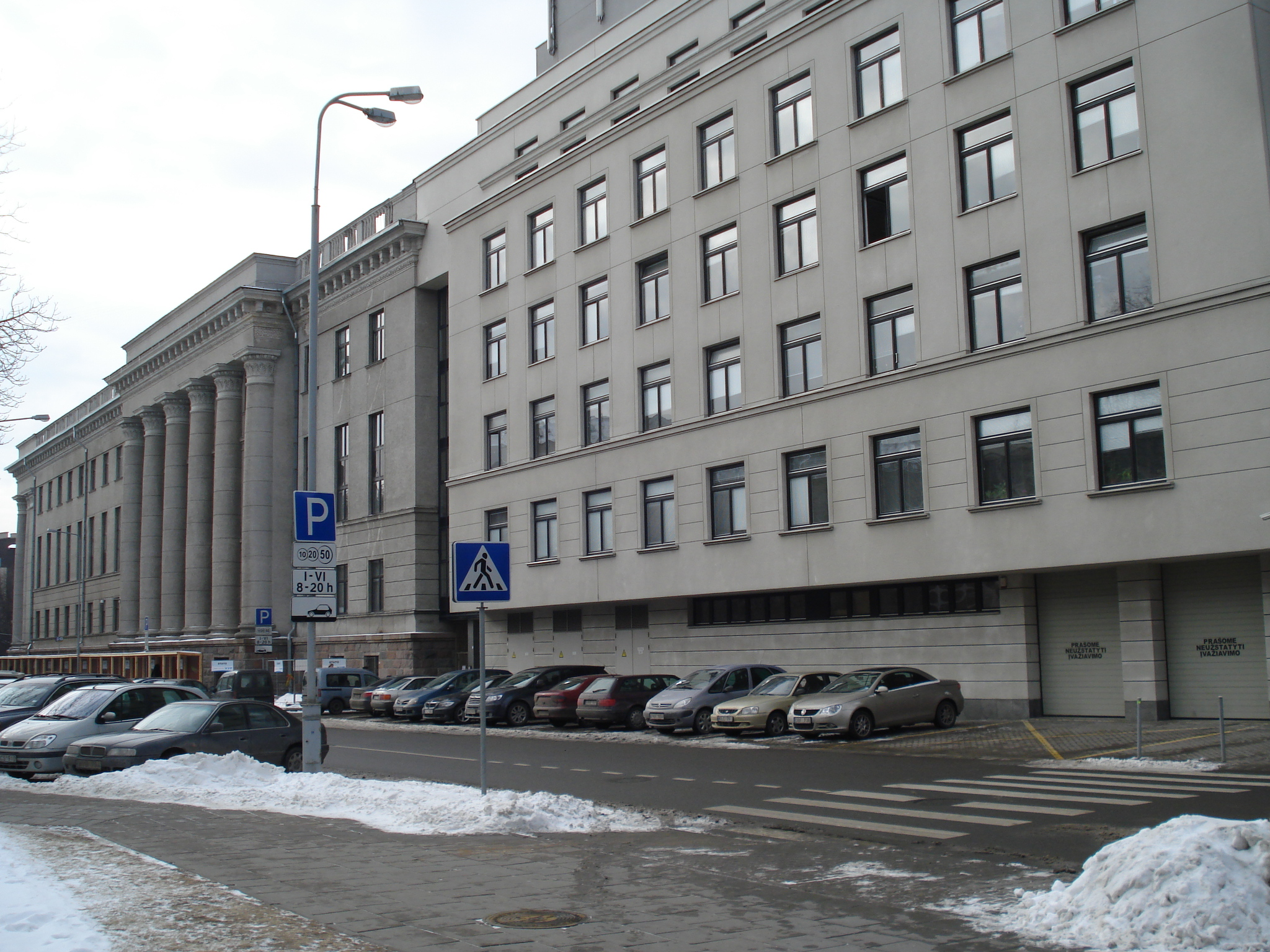
Прибудова Національної бібліотеки (права частина споруди; Вільнюс)

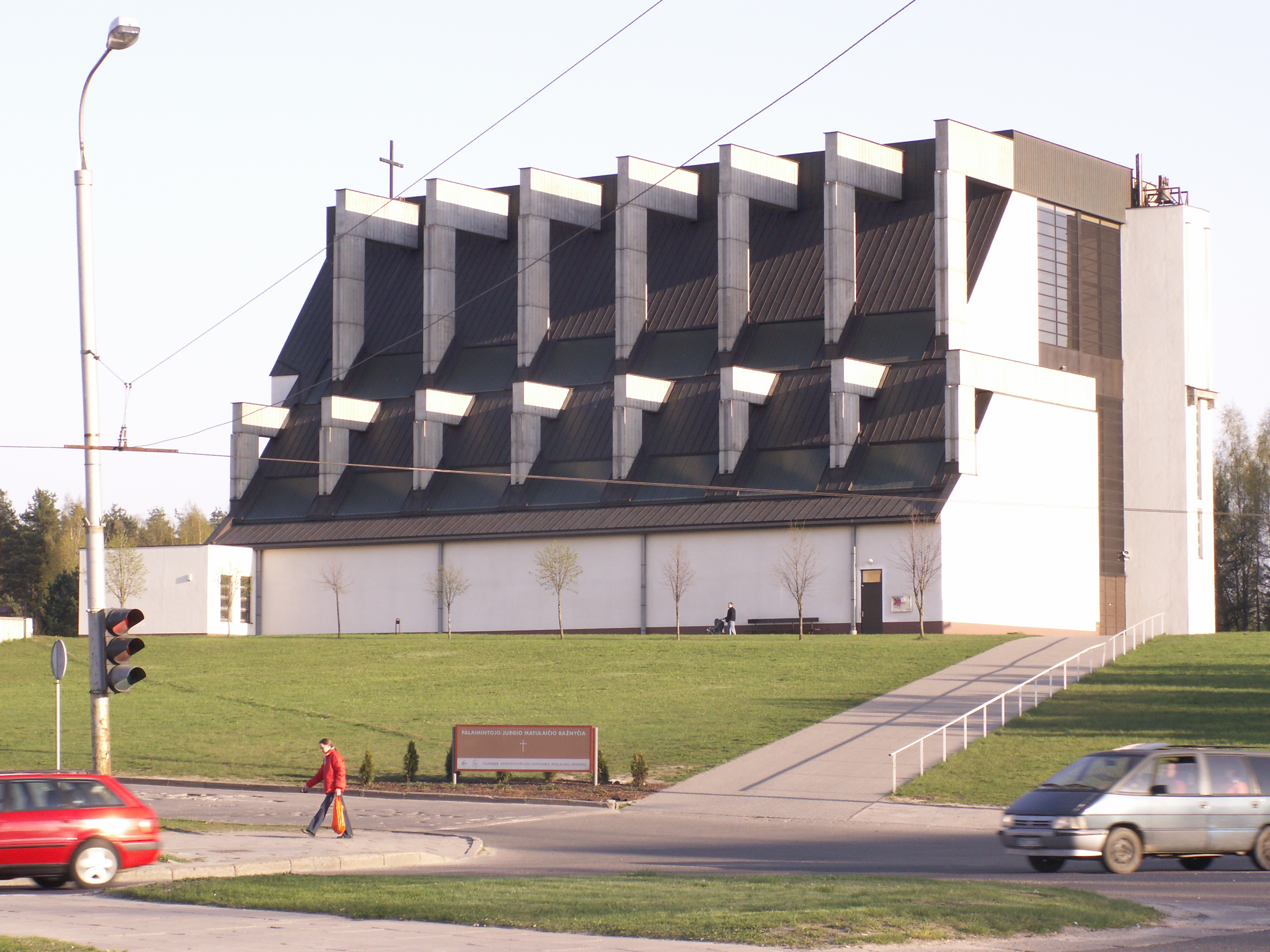
Костел блаженного Юрігвса Матулайтіса (Вільнюс)

У 1958 закінчив Вільнюську середню школу імені Соломеї Неріс. Вищу освіту здобув в Державному художньому інституті Литви, після закінчення якого (1964) працював в Інституті проектування міського будівництва в Вільнюсі архітектором, потім керівником групи (1970-1975), головним архітектором проектів (1975-1984), з 1984 начальником відділу. У 1985-1987 був головним архітектором, в 1990-1992 — головний архітектор відділу Інституту проектування міського будівництва.
У 1987-1990 — головний архітектор, начальник Головного управління архітектури та містобудування міста Вільнюса.
У 1992-1995 — керівник проектувальної фірми Urbis.

## Творчість
- Надгробний пам'ятник Йонаса Рагаускаса (Вільнюс, скульптор Стяпонас Шараповас; 1973)
- Палац одружень (Вільнюс, 1974)
- Пам'ятник Соломеї Неріс (Вільнюс, 1974)
- Кінотеатр «Москва» (два зали; Вільнюс, 1977)
- Меморіал на місці концентраційного табору Офлагах-53 (Пагегяй, скульптор Стяпонас Шараповас; 1977)
- Будівля Вищої партійної школи і її гуртожитку, нині друга будівля Вільнюського педагогічного університету (Вільнюс, 1977-1978)
- Пам'ятник комсомольцям підпільникам (Каунас, 1979)
- Будівля Музею революції, нині Національна художня галерея (спільно з Вітаутасом Велюсом; Вільнюс, 1980)
- Пам'ятник литовським партизанам підпільникам (Вільнюс, 1983)
- Палац записів актів громадянського стану (Анікщяй, 1984)
- Громадсько-торгівельний центр Шяшкіне (спільно з Кястутисом Пямпе; Вільнюс, 1984)
- Будинок відпочинку біля озера Більджі (спільно з Кястутисом Пямпе; Вільнюський район, 1985)
- Прибудова Національної бібліотеки імені Мартінаса Мажвідаса (Вільнюс, 1986)
- Площа біля Музею революції зі скульптурою «Перші ластівки» (скульптор Юозас Мікенас; Вільнюс, 1987)
- Фабрика «AMH Elgama» і гуртожиток (Вільнюс, 1993)
- Пам'ятник композитору Юозас Науялісу (Каунаський район, скульптор Ляонас Жукліс; 1994)
- Костел Святого архангела Михаїла (село Сянойі Варена, Варенський район, 1994)
- Костел блаженного Юргіса Матулайтіса (Вільнюс, 1996)

## Нагороди та звання
- 1976 — заслужений архітектор Литви.

## Вулиця Ґядимінаса Баравікаса
1 березня 2010 одній з вулиць у вільнюському районі Шніпішкес (до того безіменній) присвоєно ім'я архітектора. Іменем Ґядимінаса Баравікаса названа вулиця неподалік від центру розваг «Forum palace» і спроектованої ним будівлі колишнього Музею революції. Вона з'єднує проспект Констітуційос і вулицю Упес. Фонд архітектора Ґядимінаса Баравікаса («Architekto Gedimino Baravyko fondas»).